# Hamamelidaceae
Famille
Classification APG III (2009)
Les Hamamelidaceae (Hamamélidacées) forment une famille de plantes dicotylédones qui comprend 80 espèces réparties en 25 genres.
Ce sont des arbres, ou des arbustes, à feuilles persistantes ou caduques, alternes, des régions tempérées à tropicales. La fleur est régulière composée d'un calice (4 ou 5 sépales) et d'une corolle (4 ou 5 pétales) distincte. Toutefois, chez certaines espèces les sépales et les pétales sont indifférenciées et l'on compte alors 4 à 7 tépales. Parfois enfin, les fleurs sont nues, sans pétales ni sépales.

## Étymologie
Le nom vient du genre-type Hamamelis αμαμελής / amamelís, nom grec de l'Orme blanc, Ulmus glabra (Ulmaceae).

## Classification
La classification phylogénétique situe cette famille dans l'ordre des Saxifragales.

## Liste des genres
- Chunia
- Corylopsis ; (environ 30 espèces ; Extrême-Orient)
- Dicoryphe
- Disanthus (1 espèce ; Extrême-Orient)
- Distiliopsis
- Distylium (environ 30 espèces ; Asie, Himalaya)
- Embolanthera
- Eustigma
- Exbucklandia (1 espèce ; Asie du Sud Est)
- Fortunearia (1 espèce ; est de la Chine)
- Fothergilla L. (Fothergilla ; 3 espèces ; sud est des U.S.)
- Hamamelis L. (Hamamélis ; 5 espèces ; est de l'Amérique du Nord, est de l'Asie)
- Loropetalum (3 espèces ; est de l'Asie)
- Maingaya
- Matudaea
- Molinadendron
- Mytilaria
- Neostrearia
- Noahdendron
- Ostrearia
- Parrotia (2 espèces ; Asie)
- Parrotiopsis (1 espèce ; Himalaya)
- Rhodoleia (environ 7 espèces ; sud-est de l'Asie)
- Sinowilsonia (1 espèce ; ouest de la Chine)
- Sycopsis (environ 7 espèces ; sud-est de l'Asie)
- Tetrathyrium
- Trichocladus

Certains auteurs classent les Rhodoleia dans une famille propre, les Rhodoleiaceae, mais les recherches génétiques du Angiosperm Phylogeny Group montrent qu'il est préférable de le laisser dans les Hamamelidaceae. Les genres Altingia et Liquidambar, autrefois inclus dans la famille des Hamamelidaceae, sont à présent inclus dans la famille des Altingiaceae.
Selon Catalogue of Life (23 février 2018) :
- genre Chunia
- genre Corylopsis
- genre Dicoryphe
- genre Disanthus
- genre Distyliopsis
- genre Distylium
- genre Embolanthera
- genre Eustigma
- genre Exbucklandia
- genre Fortunearia
- genre Fothergilla
- genre Hamamelis
- genre Loropetalum
- genre Maingaya
- genre Matudaea
- genre Molinadendron
- genre Mytilaria
- genre Neostrearia
- genre Noahdendron
- genre Ostrearia
- genre Parrotia
- genre Parrotiopsis
- genre Rhodoleia
- genre Sinowilsonia
- genre Sycopsis
- genre Trichocladus

Selon Angiosperm Phylogeny Website (23 février 2018) :
- genre Chunia
- genre Corylopsis
- genre Dicoryphe
- genre Disanthus
- genre Distyliopsis
- genre Distylium
- genre Embolanthera
- genre Eustigma
- genre Exbucklandia
- genre Fortunearia
- genre Fothergilla
- genre Hamamelis
- genre Loropetalum
- genre Maingaya
- genre Matudaea
- genre Molinadendron
- genre Mytilaria
- genre Neostrearia
- genre Noahdendron
- genre Ostrearia
- genre Parrotia
- genre Parrotiopsis
- genre Rhodoleia
- genre Sinowilsonia
- genre Sycopsis
- genre Tetrathyrium
- genre Trichocladus

Selon NCBI (24 nov. 2018) :
- genre Chunia
- genre Corylopsis
- genre Dicoryphe
- genre Disanthus
- genre Distyliopsis
- genre Distylium
- genre Eustigma
- genre Exbucklandia
- genre Fortunearia
- genre Fothergilla
- genre Hamamelis
- genre Loropetalum
- genre Maingaya
- genre Matudaea
- genre Molinadendron
- genre Mytilaria
- genre Neostrearia
- genre Noahdendron
- genre Ostrearia
- genre Parrotia
- genre Parrotiopsis
- genre Rhodoleia
- genre Semiliquidambar
- genre Sinowilsonia
- genre Sycopsis
- genre Tetrathyrium
- genre Trichocladus

Selon DELTA Angio (23 février 2018) :
- genre Chunia
- genre Corylopsis
- genre Dicoryphe
- genre Disanthus
- genre Distiliopsis
- genre Distylium
- genre Embolanthera
- genre Eustigma
- genre Exbucklandia
- genre Fortunearia
- genre Fothergilla
- genre Hamamelis
- genre Loropetalum
- genre Maingaya
- genre Matudaea
- genre Molinadendron
- genre Mytilaria
- genre Neostrearia
- genre Noahdendron
- genre Ostrearia
- genre Parrotia
- genre Parrotiopsis
- genre Sinowilsonia
- genre Sycopsis
- genre Tetrathyrium
- genre Trichocladus

Selon ITIS (23 février 2018) :
- genre Corylopsis Siebold & Zucc.
- genre Fothergilla L.
- genre Hamamelis L.
- genre Parrotia C.A. Mey.